# Stefan Bieliński
Stefan Bieliński (ur. 23 września 1946 w Kutyłowie, zm. 26 stycznia 2003) – polski rzemieślnik, rajdowiec i mistrz motoryzacji, poseł na Sejm X kadencji (1989–1991). Radny i członek zarządu gminy Warszawa Białołęka (1998–2002).

## Życiorys
W 1974 ukończył technikum mechaniczne. W późniejszym okresie został absolwentem Wyższej Szkoły Ekologii i Zarządzania. W młodości zajmował się sportem motorowym, zdobył wicemistrzostwo Polski w klasie 1500 cm. Od 1966 pracował jako rzemieślnik, prowadził zakład naprawy samochodów. Był kierownikiem Rzemieślniczego Domu Towarowego przy ul. Puławskiej 73/75. W latach 1980–1990 był członkiem rady Izby Rzemieślniczej w Warszawie. Sprawował również funkcję starszego Cechu Rzemiosł Motoryzacyjnych w stolicy (1989–2001), a następnie jego honorowego starszego.
Od 1985 należał do Stronnictwa Demokratycznego. Sprawował funkcję wiceprzewodniczącego jego stołecznego komitetu. W latach 1990–1991 zasiadał w prezydium Centralnego Komitetu SD.
W wyborach w 1989 został wybrany na posła X kadencji w okręgu mokotowskim z puli SD – w II turze wyborów wygrał z Mieczysławem Bareją. Kandydował pod hasłem Rzeczypospolitej orła, orłu koronę, a narodowi godność. Na posiedzeniu Sejmu w grudniu 1989 złożył w imieniu Klubu Poselskiego SD projekt przywrócenia polskiemu godłu korony. W trakcie kadencji wystąpił z KP SD, został członkiem KP Unii Demokratycznej. W wyborach w 1991 ubiegał się o reelekcję z listy UD. W wyborach w 1998 uzyskał mandat radnego Białołęki z ramienia Unii Wolności. Wszedł wówczas w skład zarządu gminy (1998–2002). Pozostawał jednocześnie działaczem SD – był m.in. członkiem prezydium Rady Naczelnej oraz prezesem klubu tej partii na Białołęce. W wyborach w 2001 był członkiem krajowego sztabu wyborczego SD. Miał wówczas ubiegać się o mandat poselski z puli SD, jednak ostatecznie wycofał swą kandydaturę. W wyborach w 2002 bez powodzenia startował do rady Białołęki z listy koalicji Sojusz Lewicy Demokratycznej – Unia Pracy.
W latach 1989–1993 pełnił funkcję wiceprzewodniczącego Związku Rzemiosła Polskiego. W 1994 zainicjował powstanie Polskiej Izby Motoryzacji, której został prezesem. Był także wiceprezesem Krajowej Izby Gospodarczej oraz działaczem Fundacji Małych i Średnich Przedsiębiorstw. Od 1993 stał na czele zarządu Fundacji Młodej Polonii.
W 1998 odznaczony Krzyżem Kawalerskim Orderu Odrodzenia Polski, a w 2003 pośmiertnie uhonorowany Krzyżem Oficerskim tego orderu. Otrzymał również Srebrnym Krzyżem Zasługi (1985) Złotym Medalem im. Jana Kilińskiego.
Był żonaty z Bożenną Bielińską, mieli syna Adama. Zmarł w 2003. Został pochowany na cmentarzu w Tarchominie.